# Regionale Jeugdopleiding
Het project Regionale Jeugdopleiding (vaak afgekort tot RJO) was een samenwerkingsverband tussen de KNVB en de BVO's welke als doel had het jeugdvoetbal in Nederland een impuls te geven en het aantal doorgebroken voetbaltalenten in Nederland te verdubbelen. Het project is onderdeel van het "Masterplan Jeugdvoetbal 2001-2011".
De KNVB en NMC Bright hebben in het seizoen 2014/’15 een nieuwe kwaliteitsimpuls gelanceerd voor betaald voetbalorganisaties en amateurverenigingen: het Kwaliteit- & Performance Programma voor jeugdopleidingen.

## Achtergrond
Voor 2005 had elke Nederlandse BVO een aparte jeugdopleiding. Uit intern onderzoek van de KNVB in 2005 bleek dat de jeugdopleidingen van deze 38 BVO's onvoldoende rendement op brachten. Hierop besloot de voetbalbond samenwerkingen toe te staan: dit begon met de BVO's FC Twente en Heracles Almelo; de RJO werd toen Voetbalacademie FC Twente/Heracles Almelo genoemd. Nadat deze proef succesvol bleek te zijn werden er door de KNVB dertien jeugdopleidingen gecertificeerd als RJO. De KNVB ziet ruimte voor maximaal veertien RJO's in Nederland: in deze situatie zou er sprake zijn van een landelijke dekking.

## RJO's
Momenteel heeft de KNVB dertien RJO's gecertificeerd. Het veertiende en laatste cerficitaat gaat naar een samenwerkingsverband in Limburg: hier spelen vier BVO's zonder RJO. De dertien RJO's zijn:
- RJO ADO Den Haag, jeugdopleiding van ADO Den Haag
- Ajax Jeugdopleiding, jeugdopleiding van AFC Ajax
- AZ Jeugdopleiding, jeugdopleiding van AZ en Telstar
- Feyenoord Academy, jeugdopleiding van Feyenoord
- RJO HHC Hardenberg, jeugdopleiding HHC Hardenberg
- Go Ahead Eagles Voetbalopleiding, jeugdopleiding van Go Ahead Eagles[2]
- RVO FC Groningen/Cambuur, jeugdopleiding van FC Groningen en SC Cambuur
- Voetbalacademie Heerenveen, jeugdopleiding van sc Heerenveen
- Voetbal Academie N.E.C./FC Oss, jeugdopleiding van N.E.C. en FC Oss
- RJO PSV-EHV, jeugdopleiding van PSV,  FC Eindhoven, Helmond Sport en VVV-Venlo
- RJO FC Emmen, jeugdopleiding van FC Emmen[3]
- RJO Sparta Rotterdam, jeugdopleiding van Sparta Rotterdam
- Voetbalacademie FC Twente, jeugdopleiding van FC Twente en Heracles Almelo
- FC Utrecht Academie, jeugdopleiding van FC Utrecht
- Vitesse Voetbal Academie, jeugdopleiding van SBV Vitesse
- RJO Willem II/RKC, jeugdopleiding van Willem II en RKC Waalwijk
- RJO Zuid-Limburg, Jeugdopleiding van Roda JC

## Onderzoek Elsevier
Uit onderzoek van Elsevier, gepubliceerd op 6 augustus 2011, blijkt dat 78% van de 1335 jeugdvoetballers (met hun geboortejaar tussen 1987 en 1990) van de RJO's geen betaald voetballer is geworden. Van de 235 spelers die wel het betaalde voetbal bereikten komt 37% van RJO Ajax.
ADO Den Haag · AFC Ajax · AZ · Emmen · Feyenoord · Go Ahead Eagles · Groningen/Cambuur · Hardenberg · Heerenveen · N.E.C. · PSV/Eindhoven · Roda JC · Sparta Rotterdam · Twente/Heracles · Utrecht · Vitesse